# Träskgrönbulbyl
Träskgrönbulbyl (Thescelocichla leucopleura) är en fågel i familjen bulbyler inom ordningen tättingar.

## Utseende och läte
Träskgrönbulbylen är mörkt grågrön ovan och ljus under. På rygg, huvud och kinder är den brunaktig, men fjädrarna på huvudet är vita centralt, vilket ger en strimmig effekt. Undersidan blir mer enfärgad och vitare mot stjärten, som är lång och brun med lysande vita yttre stjärtspetsar. Arten är mycket ljudlig, en serie toner och kacklande ljud påminnande om mänskligt tal som spelas upp i en för snabb hastighet.

## Utbredning och systematik
Fågeln förekommer från Sierra Leone till Kamerun, östra Kongo-Kinshasa och västra Uganda. Den placeras som enda art i släktet Thescelocichla och behandlas som monotypisk, det vill säga att den inte delas in i några underarter.

## Levnadssätt
Träsgrönbulbylen hittas som namnet avslöjar i blöt sumpskog, framför allt i områden med Raphia-palmer. Den ses ofta i flockar som avslöjas av sina läten.

## Status och hot
Arten har ett stort utbredningsområde och en stor population med stabil utveckling och tros inte vara utsatt för något substantiellt hot. Utifrån dessa kriterier kategoriserar internationella naturvårdsunionen IUCN arten som livskraftig (LC). Världspopulationen har inte uppskattats men den beskrivs som vanlig i rätt miljö.